# Infundibulipora lucernaria
Infundibulipora lucernaria är en mossdjursart som först beskrevs av Sars 1851.  Infundibulipora lucernaria ingår i släktet Infundibulipora och familjen Cytididae. Inga underarter finns listade i Catalogue of Life.